# 亚隅蛛
亚隅蛛（学名：Tegenaria secunda）为漏斗蛛科隅蛛属的动物。分布于朝鲜以及中国大陆的辽宁等地，多生活于树洞以及石缝。该物种的模式产地在朝鲜。